# 茨城県道18号茨城鹿島線
茨城県道18号茨城鹿島線（いばらきけんどう18ごう いばらきかしません）は、茨城県東茨城郡茨城町から鹿嶋市に至る県道（主要地方道）である。

## 概要

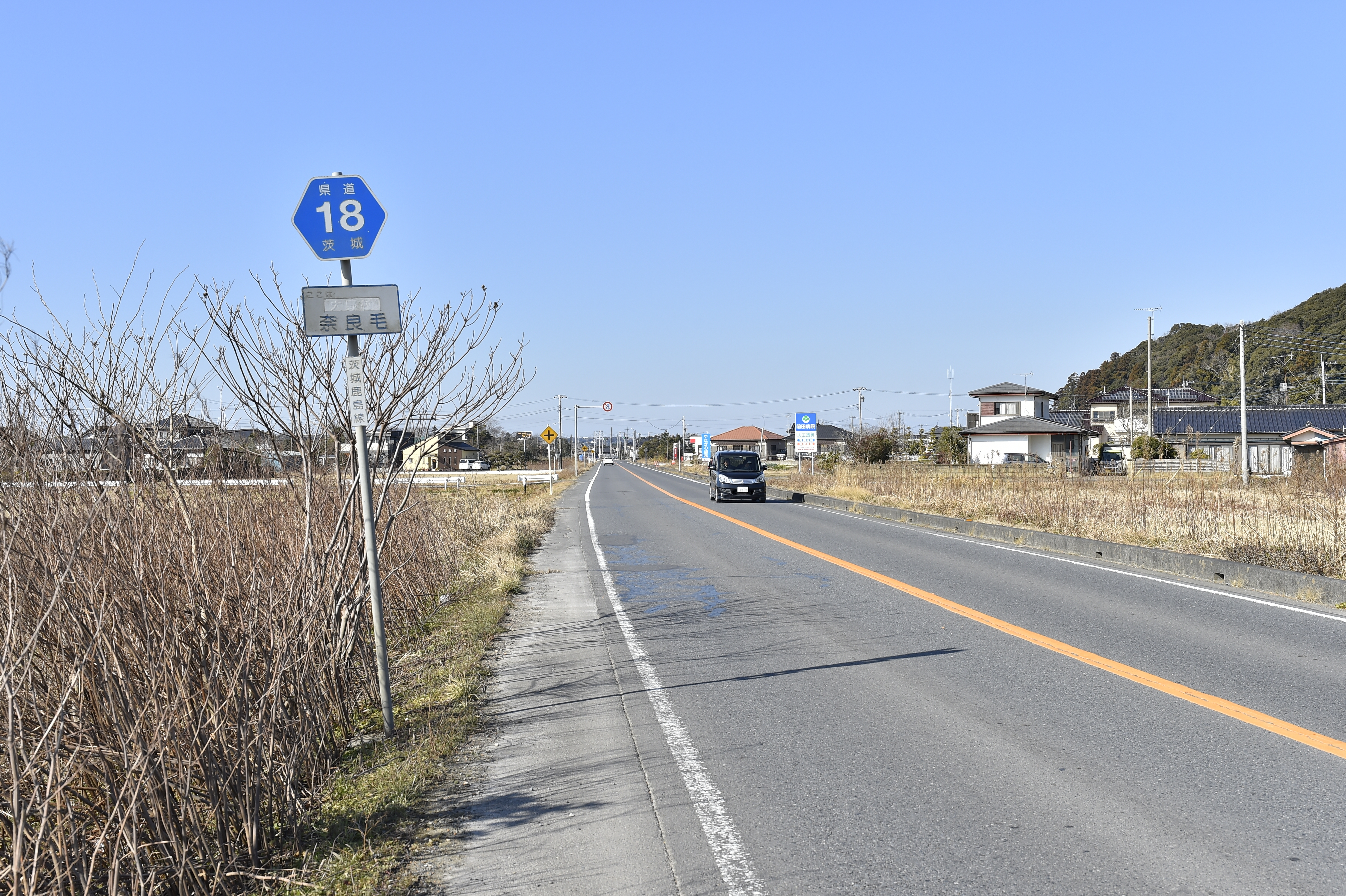
茨城県道18号茨城鹿島線
鹿嶋市奈良毛（2022年1月）

東茨城郡茨城町長岡（国道6号）から分岐し、茨城町市街地と鉾田市鉾田市街地を経て、さらに北浦左岸沿いに南下して鹿嶋市市街地に至る延長約56キロメートル (km) の長距離県道路線。茨城町から北浦湖岸に沿って鹿行地域を南北に縦断し、茨城町 - 鉾田市 - 鹿嶋市の地域間を結ぶ重要な幹線道路のひとつ。経路の途中で、東関東自動車道 茨城空港北ICと接続するほか、鹿嶋市のJR鹿島神宮駅付近で国道51号鹿嶋バイパスと交差する。

### 路線データ
- 起点：東茨城郡茨城町大字長岡字谷田内3118番6地先（国道6号・茨城県道40号内原塩崎線交点：長岡坂下交差点）[1]
- 終点：鹿嶋市大字宮中5255番2地先（国道124号上・茨城県道242号鉾田鹿嶋線交点：下津入口交差点）[2]
- 総延長：55.693 km[3]
- 重用延長：5.763 km[3]
- 未供用延長：なし[3]
- 実延長：49.930 km[3]
- 自動車交通不能区間延長[注釈 1]：なし[3]

## 歴史
1965年（昭和40年）、前身にあたる県道鉾田鹿島線と県道当間茨城線を廃止
・統合した新たな主要地方道として、東茨城郡茨城町奥谷（おくのや）の一般国道6号線分岐（現、旧国道6号の奥谷坂上）を起点とし、鹿島郡鹿島町宮中の一般国道51号線交点まで至る区間を茨城県が県道路線認定した。1995年（平成7年）の整理番号変更により現在の整理番号18となり、現在に至る。
かつて、鉾田市紅葉から鉾田市街地に向かってバイパスと、当間を経由する旧道とに分岐しており、バイパスは2009年（平成21年）3月に全線開通した。旧道は紅葉から上富田を経て、当間の茨城県道8号小川鉾田線交点まで狭くカーブの多い道が続いており、当間からは鉾田までは茨城県道8号小川鉾田線と重複していた。この旧道は、2017年3月までに鉾田市に移管された。

### 年表
- 1965年（昭和40年）8月26日
  - 県道茨城鹿島線として路線認定[6]。
  - 道路区域を、東茨城郡茨城町大字奥谷 一般国道6号線分岐から、鹿島郡鹿島町大字宮中 一般国道51号線交点までとし、供用開始[7]。
  - 同時に前身路線にあたる鉾田鹿島線（鉾田町大字鉾田 - 鹿島町大字宮中）、当間茨城線（鉾田町大字当間 - 茨城町大字奥谷）を廃止[8]
- 1967年（昭和42年）6月29日：鹿島郡鹿島町大字宮中字下谷 - 同字神敷の隘路（最小幅員3.0 m、延長320 m）を拡幅改良[9]。
- 1968年（昭和43年）2月26日：鹿島郡大洋村大字大蔵 - 同村大字札の新道の道路区域を指定[10]。
- 1969年（昭和44年）
  - 3月17日：鹿島郡大洋村大字大蔵 - 大字札の集落内を通過する狭隘な旧道（1.191 km）について、県道指定を解除[11]。
  - 5月15日：鹿島郡大洋村大字阿玉 - 大字大蔵の狭隘路（最小幅員4.0 m、延長512 m）を道路改良工用開始[12]。
- 1971年（昭和46年）11月22日：鹿島郡大洋村大字札 - 大字上幡木に道路改良バイパス（1.913 km）を建設するための道路区域を指定[13]。
- 1972年（昭和47年）
  - 4月6日：鹿島郡鉾田町大字紅葉地内の2車線化道路改良バイパス（640 m）へ付け替え供用開始[14]。
  - 8月17日：鹿島郡鉾田町大字紅葉地内の道路改良バイパス（1.78 km）へ付け替え供用開始[15]。
- 1975年（昭和50年）1月13日：鹿島郡大洋村大字阿玉地内の2車線化道路改良バイパス（800 m）へ付替え供用開始[16]。
- 1978年（昭和53年）9月11日：鹿島郡大野村大字志崎 - 大字武井の狭隘路（1.08 km）を2車線化拡幅供用開始[17]。
- 1979年（昭和54年）6月12日：鹿島郡鹿島町大字宮中地内（鹿島神宮駅前）の土地区画整理事業に伴い新経路（670 m）へルート変更[18]。
- 1984年（昭和59年）4月9日：鹿島郡鉾田町大字紅葉 - 同町大字大和田（菅野谷交差点）の道路改良バイパス道路（約1.4 km）が開通[19]。
- 1985年（昭和60年）3月25日
  - 鹿島郡鉾田町大字鉾田（中根交差点） - 同市大字烟田（烟田中央交差点）の環状道路の一部（1.747 km）を新設する道路区域決定[20]。
  - 鹿島郡鉾田町大字鉾田（ - 新鉾田駅東交差点）の環状道路の一部（0.6 km）が開通[21]。
- 1986年（昭和61年）
  - 3月31日：土地区画整理事業に伴い、鹿島郡鹿島町大字須賀 - 同町大字宮中（鹿島神宮駅前）に新道新設（927 m）する道路区域が決定する[22]。
  - 8月18日：鹿島郡鹿島町大字沼尾 - 大字須賀に新道（3.190 km）を新設する道路区域決定[23]。
  - 11月15日：鹿島郡鉾田町大字鉾田（中根交差点 - ）の環状道路の一部（0.35 km）が開通[24]。
- 1988年（昭和63年）
  - 2月20日：鹿島郡鹿島町大字沼尾 - 大字爪木のバイパス道路（約2.8 km）が開通[25]。
  - 8月1日：鹿島町宮下3丁目 - 同町宮中2丁目の経路が変更となる[26]。
- 1989年（平成元年）8月22日：鉾田町大字大和田（菅野谷交差点 - 上冨田交差点）の新道区間（約1.7 km）が開通[27]。
- 1990年（平成2年）3月22日：鹿島郡大野村大字武井 - 大字奈良毛の区間 (4.38 km) を現道拡幅2車線化[28]。
- 1991年（平成3年）5月16日：鉾田町大字上冨田 - 大字鉾田（中根交差点）間のバイパスを新設する道路区域（5.614 km）が決定する[29]。
- 1992年（平成4年）
  - 2月20日：鹿島町大字沼尾 - 大字須賀（須賀T字路）の旧道（2.27 km）が指定解除により町道に降格[30]。
  - 8月31日：鹿島郡大洋村大字二重作 - 大字梶山のバイパス道路（約1.8 km）が開通[31]。
- 1993年（平成5年）
  - 3月22日：東茨城郡茨城町大字長岡 - 大字奥谷の国道6号の旧道区間（2.465 km）を編入して路線を延伸する[1]。
  - 4月8日：鹿島町宮中2丁目（国道51号） - 大字下塙（旧国道124号）まで道路を延伸する道路区域（1.903 km）が決定する[32]。
  - 5月11日：建設省から、県道茨城鹿島線が茨城鹿島線として主要地方道に指定される[33]。
  - 6月14日：鹿島町宮中3丁目（国道51号・鹿島小前交差点） - 宮中8丁目間（約0.5 km）を供用開始[34]。
- 1995年（平成7年）
  - 3月30日：整理番号31から現在の番号（整理番号18）に変更される[35]。
  - 7月12日：鉾田町大字鉾田（新鉾田駅東交差点） - 大字烟田の鉾田環状道路の一部が開通[36]。
- 1996年（平成8年）
  - 2月8日：大洋村大字二重作 - 大字梶山の旧道区間（1.976 km）が指定解除により村道に降格する[37]。
  - 6月5日：鹿嶋市大字中 - 大字奈良毛のバイパス道路（1.328 km）が開通[38]。
- 1999年（平成11年）10月12日：鉾田町大字鳥栖（約0.2 km）、鉾田町大字飯名 - 大字当間（約0.2 km）のバイパスの一部区間が開通する[39]。
- 2001年（平成13年）
  - 1月15日：鉾田町紅葉のバイパス分岐点 - 大和田交差点までの旧道（1.327 km）が町道降格し、バイパスの菅野谷交差点 - 大和田交差点の道路（780 m）が編入されて、同地区の旧道ルートが変更になる[40]。
  - 10月4日：鉾田町大和田（菅野谷交差点） - 大和田交差点 - 同町上富田まで旧道（1.952 km）が町道降格し、バイパスの上冨田交差点 - 旧道の上冨田交差点までの道路（茨城県道116号鹿田玉造線と重複752m）が編入されて、同地区の旧道ルートが変更になる[41]。
- 2002年（平成14年）
  - 3月26日：鹿嶋市宮中の都市計画道路須賀佐田線の神野橋を含む一部区間（467 m）が開通する[42]。
  - 6月24日：鉾田町大字鳥栖地内のバイパスの一部区間（約1.0 km）が開通する[43]。
- 2003年（平成15年）3月24日：鉾田町大字当間 - 同町大字塔ヶ崎（主要地方道水戸鉾田佐原線）のバイパスの一部区間（約0.9 km）が開通する[44]。
- 2009年（平成21年）3月26日：鉾田市下冨田 - 同市鳥栖のバイパスの一部区間（約0.6 km）が開通する [45]。
- 2010年（平成22年）3月6日：東関東自動車道水戸線茨城空港北ICの取り付け道路が開通[46]。
- 2011年（平成23年）12月7日：鉾田市烟田 - 同市安塚の烟田安塚バイパス（約1.2 km）が開通[47]。
- 2013年（平成25年）12月19日：烟田安塚バイパス開通を受けて、同区間の旧道（737 m）が指定解除され鉾田市道に降格[48]。
- 2015年（平成27年）
  - 1月19日：鉾田市当間 -  同市秋山のバイパス道路開通により、同バイパスが全線開通[49]。
  - 3月19日：鉾田市上冨田 - 塔ケ崎間のバイパス全線開通を受け、鉾田市大和田（上冨田交差点） - 同市鳥栖（こうのす保育園入口）の旧道区間（2.614 km）が指定解除され、鉾田市道に降格[50]。
- 2016年（平成28年）3月10日：鉾田市鳥栖地内（とりのす保育園入口 - 大杉神社前）の旧道（446 m）が指定解除され、鉾田市道に降格[51]。
- 2017年（平成29年）
  - 3月23日：鉾田市鳥栖（大杉神社前） - 同市当間（県道8号・当間交差点）の旧道（3.782 km）が県道指定解除され、鉾田市道に降格[5]。
  - 3月27日：鹿嶋市宮中字御園生 - 同市下塙（旧国道124号交点）の新道区間（約0.8 km）を供用開始[52]。
- 2020年（令和2年）9月17日：鹿嶋市宮中地内の下橘橋を含む旧国道124号までの640 m区間を、暫定2車線から4車線化供用開始[53]。
- 2022年（令和4年）12月20日：鹿嶋市大字下塙（旧国道124号） - 同市大字佐田（国道124号交点）の終点側道路延長部を供用開始[54]。
- 2023年（令和5年）1月23日：鹿嶋市大字佐田（国道124号交点） - 同市大字宮中5255番2地先（国道124号上：下津入口交差点）の国道124号重複区間（2.392 km）を県道の道路区域に指定[2]。
- 2024年（令和6年）2月29日：鹿嶋市大字中（中野西小学校付近） - 同市大字奈良毛（ファミリーマート鹿嶋奈良毛店付近）の旧道（1.22 km）が、県道指定解除により鹿嶋市道に降格[55]。

## 路線状況
茨城町長岡の長岡坂下交差点（茨城県道40号内原塩崎線）から始まり、途中1 kmほど茨城県道16号大洗友部線と重複し、奥谷坂上交差点から左に折れていく。鉾田市街を抜け、新鉾田付近から再び右に折れ、北浦を西に見ながらそのまま鹿嶋市まで続く。
かつては、関東鉄道バスがこの路線の北半分を水戸駅 - 大和田 - 鉾田駅、南半分が鉾田駅 - 札 - 鹿島バスターミナルと、この路線をほぼ走破していたが、2005年（平成17年）9月30日をもって南半分の鉾田駅 - 札 - 鹿島バスターミナルが廃止された。
鹿嶋市内の終点付近では、国道51号と国道124号を結ぶ幅員22 m（4車線）の道路整備が進められており、鹿島臨海都市計画道路 3・3・9号 須賀佐田線として平成4年度から事業化され、全線が本県道に指定されている。2022年10月に都市計画道路宮中佐田線全線が開通し、県道としても全通となった。
道路法の規定に基づき、東茨城郡茨城町長岡（長岡坂下交差点） - 同（主要地方道大洗友部線接続）間と、茨城町奥谷（奥谷交差点） - 鉾田市飯名（一般県道鉾田茨城線交差）間と、鉾田市鉾田（中根交差点） - 鹿嶋市爪木（一般県道須賀北埠頭線交差）間および、鹿嶋市宮中（厨台交差点） - 同市佐田（国道124号）間は、緊急輸送道路として機能を維持するため、災害発生時の被害拡大防止を目的に道路用地内に電柱を建てることが制限されている。
下記の区間は、車両制限令の規定に基づき通行する車両の最大重量限度25トンの道路に指定されている。
- 鉾田市鉾田地内、鉾田市札 - 鹿嶋市大字爪木（2008年4月1日指定）[59]。

また下記の区間は、車両制限令の規定に基づき、通行車両の高さ最高限度4.1 mの道路および国際コンテナ車の重量・長さ上限を引き上げる道路に指定に指定されている。
- 東茨城郡茨城町大字鳥羽田（茨城空港北IC） - 鉾田市紅葉（紅葉北交差点）（2019年7月31日指定）[60]。
- 鉾田市飯名（鉾田IC入口） - 同市塔ケ崎（塔ケ崎坂上交差点）（2019年7月31日指定）[60]

### 重複区間
- 茨城県道16号大洗友部線（東茨城郡茨城町長岡 - 東茨城郡茨城町奥谷）
- 茨城県道50号水戸神栖線（鉾田市大和田・菅野谷交差点） - 鉾田市上冨田：2.402 km）[41]
- 茨城県道116号鹿田玉造線（鉾田市上冨田・上冨田交差点） - 鉾田市上冨田：752 m）[41]
- 国道124号（鹿嶋市佐田 - 同市宮中〈下津入口交差点〉：2.392 km）[2]

### 道路施設
- 長岡橋（涸沼前川、茨城町長岡）
- 秋葉橋（寛政川、茨城町秋葉）
- 須田大橋（鉾田市大和田）
- 永長橋（長茂川、鉾田市新鉾田）：新鉾田駅東交差点の南にある、鉾田側の支流である長茂川に架かる橋。
- 境橋（長茂川、鉾田市新鉾田西 - 烟田））：新鉾田交差点の南にある、鉾田側の支流である長茂川に架かる橋。
- 神野橋（かのばし、鹿嶋市神野1丁目 - 宮中）
鹿島臨海都市計画道路 3・3・9号 須賀佐田線にある、鹿嶋市宮中の常総台地南端部に入り組む谷間に架かる橋長150 m、4車線の橋梁。
- 宮中大橋（鹿嶋市大字宮中）
- 下塙橋（鹿嶋市大字下塙）

## 地理

### 通過する自治体
- 東茨城郡茨城町
- 鉾田市
- 鹿嶋市

### 交差する道路

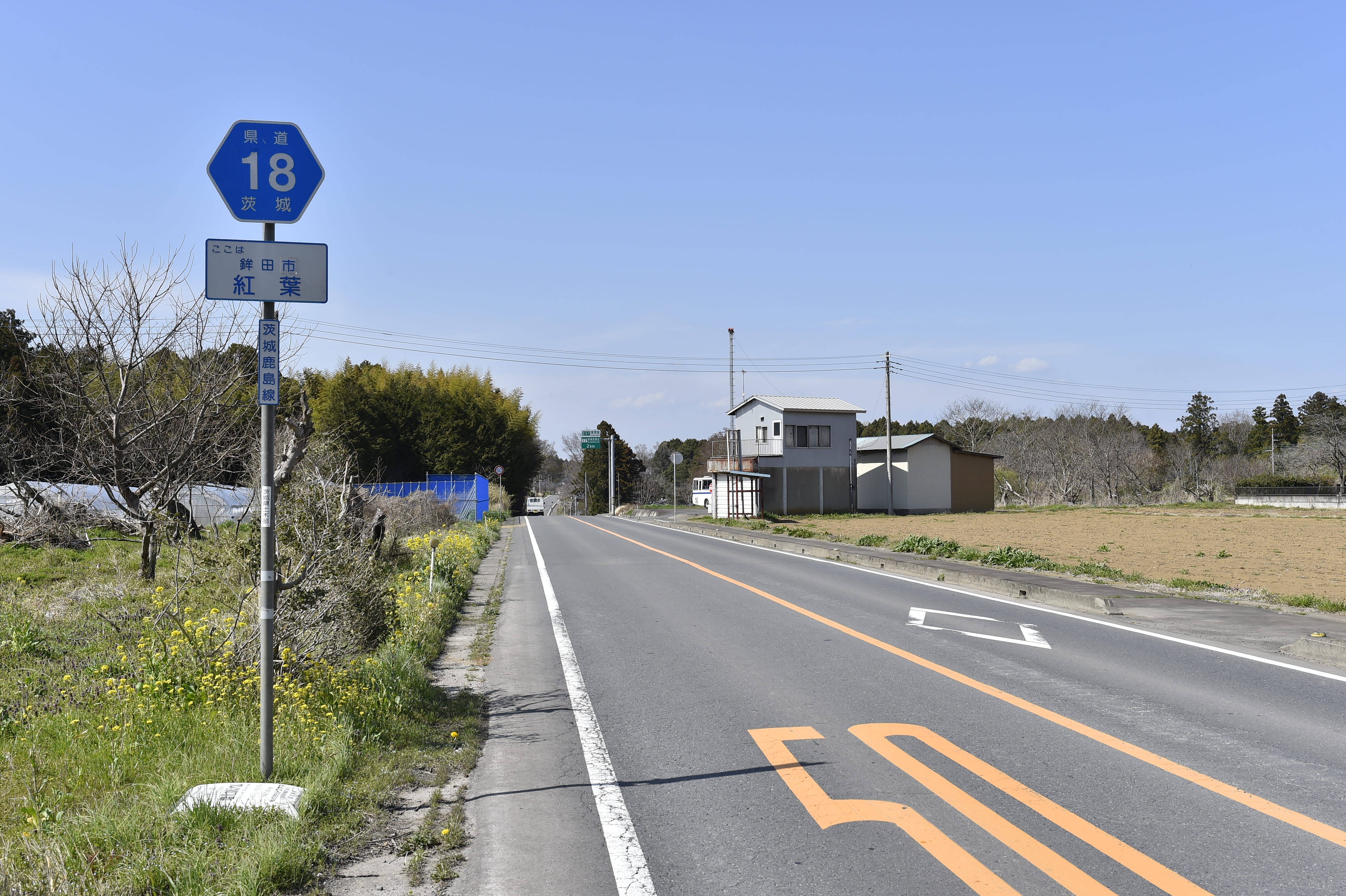
鉾田市紅葉（2022年4月）

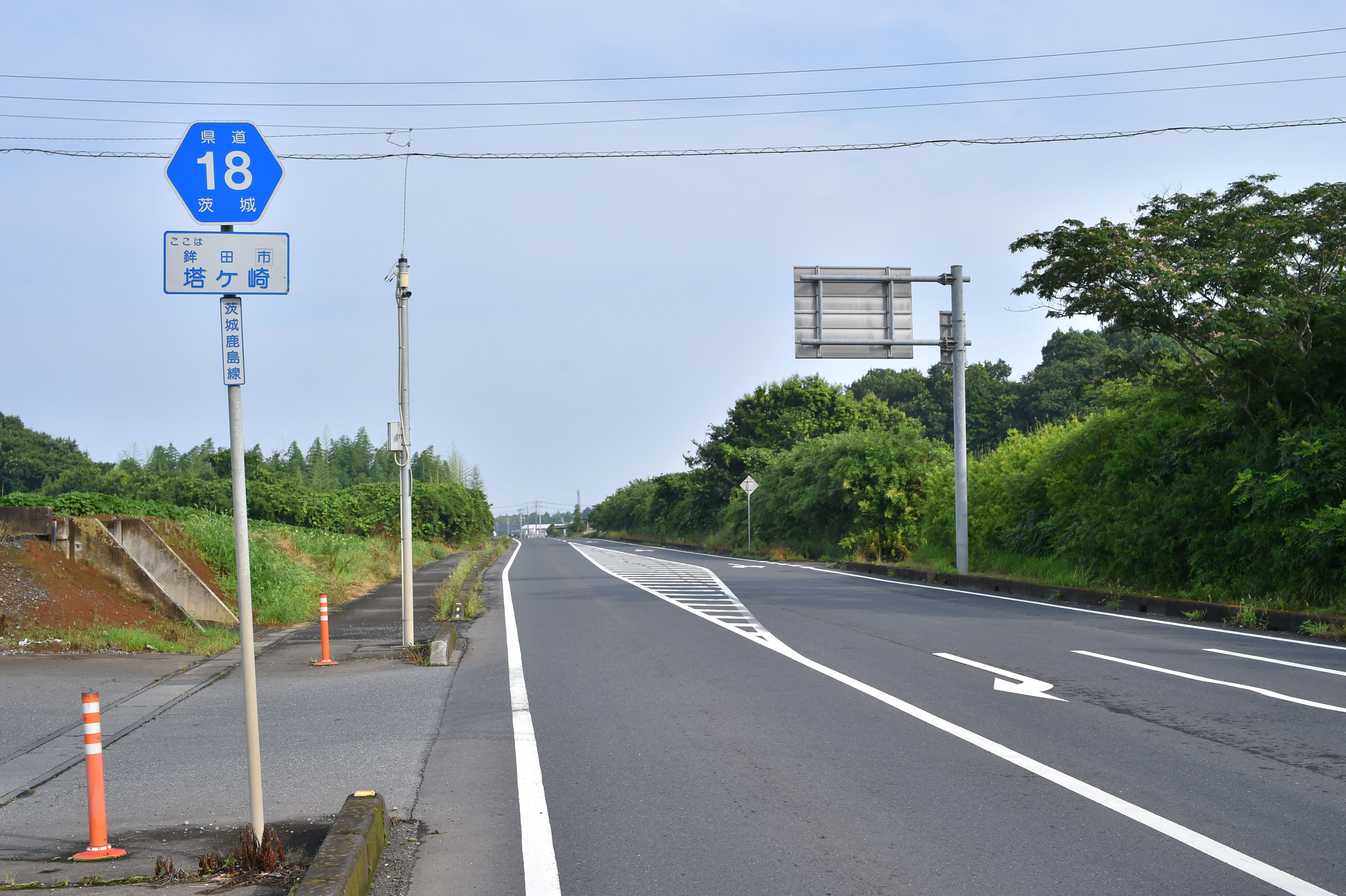
鉾田市塔ヶ崎（2024年7月）

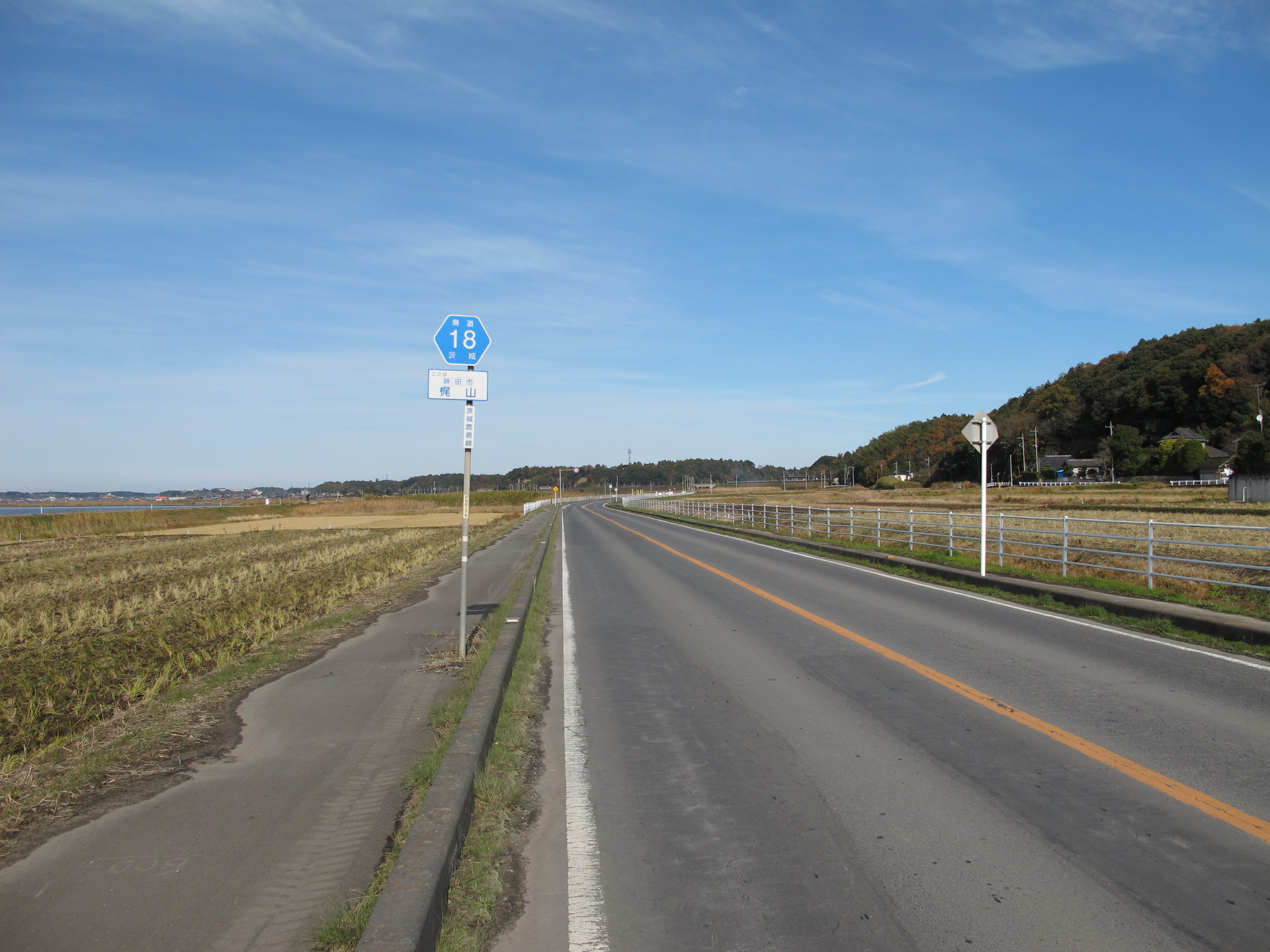
鉾田市梶山（2012年12月）

- 国道6号・茨城県道40号内原塩崎線（起点）
- 茨城県道16号大洗友部線（東茨城郡茨城町長岡）
- 茨城県道16号大洗友部線・茨城県道43号茨城岩間線（東茨城郡茨城町奥谷）
- 茨城県道181号宮ヶ崎小幡線（東茨城郡茨城町鳥羽田）
- 東関東自動車道 茨城空港北IC
- 茨城県道144号紅葉石岡線（鉾田市紅葉）
- 茨城県道50号水戸神栖線・茨城県道360号大和田羽生線（鉾田市大和田）
- 茨城県道50号水戸神栖線・茨城県道116号鹿田玉造線（鉾田市上富田）
- 茨城県道110号鉾田茨城線（鉾田市飯名、東関東自動車道 鉾田IC接続）
- 茨城県道2号水戸鉾田佐原線（鉾田市塔ヶ崎）
- 茨城県道2号水戸鉾田佐原線（鉾田市鉾田）
- 茨城県道182号大竹鉾田線（鉾田市安塚）
- 茨城県道242号鉾田鹿嶋線（鉾田市二重作）
- 国道354号（鉾田市札）
- 茨城県道186号荒井行方線（鹿嶋市津賀）
- 茨城県道238号須賀北埠頭線（鹿嶋市須賀）
- 国道51号（鹿嶋市宮中）
- 茨城県道192号鹿島神宮線（鹿嶋市宮中）
- 国道51号（鹿嶋市城山）

### 沿線にある施設など
- 北浦（鉾田市・鹿嶋市）
- 鹿島臨海鉄道 北浦湖畔駅（鉾田市梶山）
- 塚原卜伝の墓（鹿嶋市須賀）
- JR鹿島線 鹿島神宮駅（鹿嶋市宮中）
- 鹿島城山公園（鹿嶋市宮中）
- 鹿島神宮（鹿嶋市宮中）